# 愛知県道118号津島停車場今市場線

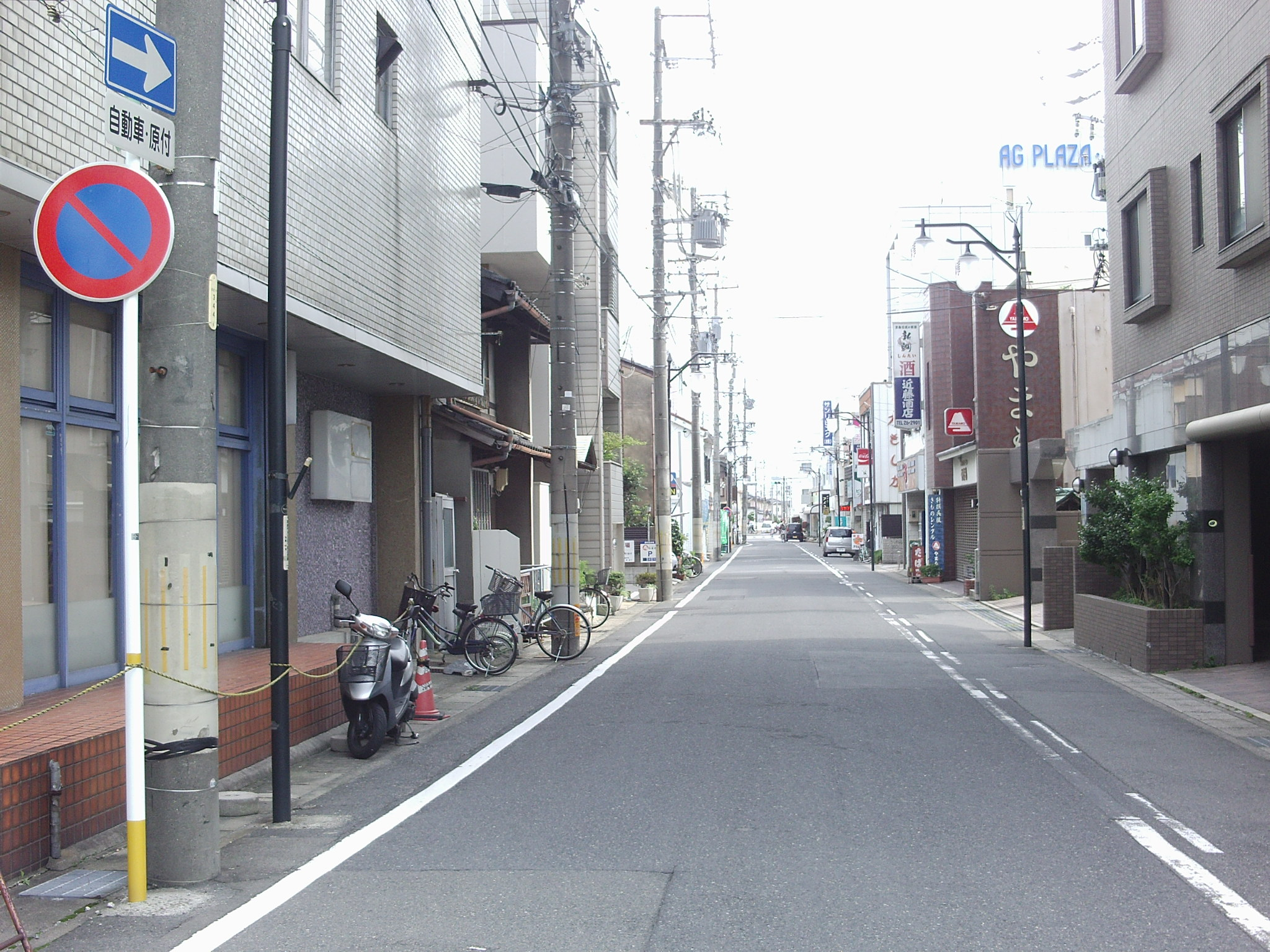
起点側から終点方向を望む。南行き一方通行である。（津島市錦町）

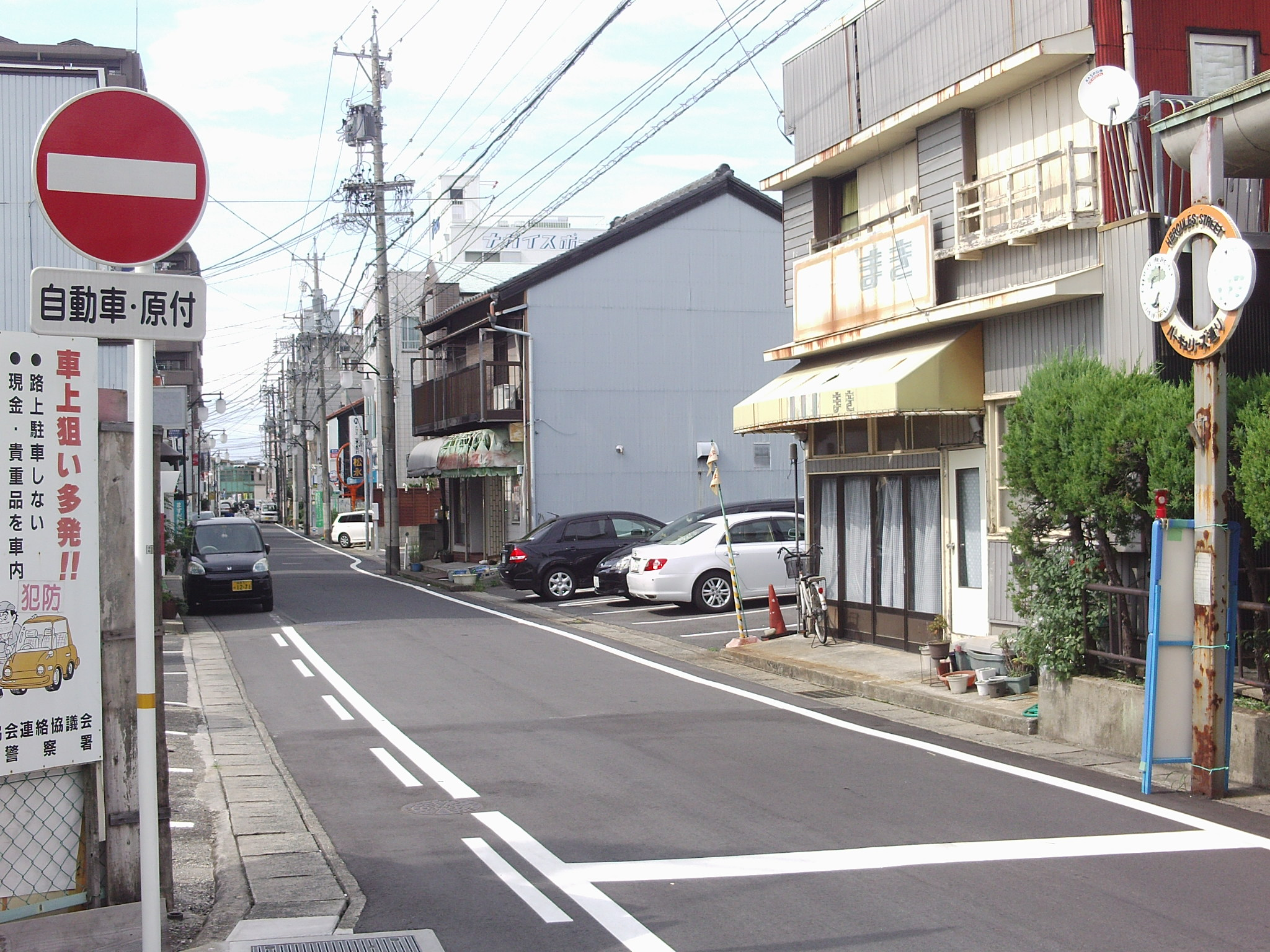
終点から。（津島市今市場町）

愛知県道118号津島停車場今市場線（あいちけんどう118ごう つしまていしゃじょういまいちばせん）は、愛知県津島市内の名鉄津島駅駅前商店街を通る一般県道である。

## 概要

### 路線データ
- 起点：愛知県津島停車場
- 終点：愛知県津島市今市場町

## 歴史
- 1959年（昭和34年）12月15日：認定

## 路線状況
起点から終点にかけて、自動車・原付は一方通行。今市場3丁目交差点で自動車・原付は車両進入禁止。

## 地理

### 通過する自治体
- 愛知県
  - 津島市

### 交差する道路
- 愛知県道138号津島停車場線（天王通り）（藤浪町1丁目交差点）
- 愛知県道68号名古屋津島線（佐屋街道）（今市場3丁目交差点）

### 沿線
- 名鉄津島線・尾西線 津島駅

## 別名・愛称
- ハーキュリーズ通り（津島市）
  - 津島市の姉妹都市であるハーキュリーズ（カリフォルニア州）が由来。